# Spinaspidiotus fissidens
Spinaspidiotus fissidens är en insektsart som först beskrevs av Karl Hermann Leonhard Lindinger 1909.  Spinaspidiotus fissidens ingår i släktet Spinaspidiotus och familjen pansarsköldlöss. Inga underarter finns listade i Catalogue of Life.